# علي الباقري
علي الباقري (6 نوفمبر 1980) لاعب كرة قدم بحريني يلعب حاليا لصالح نادي الدرجة الأولى سترة البحريني في مركز الوسط الأيمن من 1998 كما يجيد اللعب في مركز الجناح الأيمن.